# 레이 뱅크즈
레이 뱅크즈(Lay Bankz, 2004년 6월 11일 ~ )는 미국의 가수, 래퍼, 작곡가이다.

## 음반 목록

### 정규 음반
- After 7 (2024)

### EP
- Now You See Me (2023)